# 부곡면
부곡면(釜谷面)은 대한민국 경상남도 창녕군의 면이다. 2011년 6월 1일을 기준으로 면적은 27.57km2이고, 인구는 1,882세대, 3,960명이다.

## 행정 구역
- 부곡리(釜谷里): 행정복지센터 소재지.
- 거문리(巨文里)
- 구산리(九山里)
- 노리(魯里)
- 비봉리(飛鳳里)
- 사창리(社倉里)
- 수다리(水多里)
- 온정리(溫井里)
- 청암리(靑岩里)
- 학포리(鶴浦里)

## 관광
- 부곡온천

## 숙박
- 부곡하와이(폐업)
- 일성콘도 부곡

## 교육
- 부곡초등학교 (부곡리)
- 수다초등학교 (폐교) - 부곡면 수성길 103 (수다리)
- 부곡중학교 (부곡리)